# Mike Ferraro
Pour les articles homonymes, voir Ferraro.
Michael Dennis Ferraro, nom de naissance de Mike Ferraro, né le 18 août 1944 à Kingston (New York) et mort le 20 juillet 2024 à Las Vegas. Il est un joueur et manager de baseball américain. Il évolue comme joueur de troisième base en ligue majeure entre 1966 et 1975, puis devient manager en ligue majeure en 1983 avec les Cleveland Indians et en 1986 avec les Kansas City Royals.

## Carrière

### Joueur
Signé comme agent libre amateur par les New York Yankees en 1962, Ferraro fait quelques apparitions en ligue majeure en 1966 (10 matches) et 1968 (23 matches). Il est choisi par les Seattle Pilots lors de la draft d'expansion du 15 octobre 1968. Après seulement cinq matches joués pour quatre passages à la batte sous les couleurs des Pilots, il est échangé aux Baltimore Orioles le 30 avril 1969. Ferraro se contente d'évoluer en ligues mineures pendant deux ans au sein de l'organisation des Orioles. Échangé le 22 octobre 1971 aux Milwaukee Brewers (anciennement Seattle Pilots), il devient titulaire du poste de troisième base lors de la saison 1972 avec 124 matches joués et 381 passages au bâton pour une moyenne de 0,255. Il est alors de nouveau échangé et se retrouve chez les Minnesota Twins, où il ne s'impose pas. Ferraro tente un retour chez les Yankees en signant un contrat de ligues mineures sans parvenir à retrouver la plus haut niveau et décide de s'orienter vers une carrière d'entraîneur.

### Entraîneur
Ferraro devient manager au sein des clubs écoles de l'organisation des New York Yankees à partir de 1974. En cinq saisons, il remporte des championnats de niveaux A, AA et AAA. Il intègre alors le corps des instructeurs des Yankees, en troisième base. Lors du deuxième match de la série de la Ligue américaine 1980, il est très critiqué pour une décision à propos de Willie Randolph. Le propriétaire de Yankees, George Steinbrenner, veut le licencier sur le champ, mais il reste finalement en poste jusqu'en 1982. 
Ferraro est nommé manager des Cleveland Indians avec un contrat de deux saisons (1983-1984). De graves problèmes de santé le frappe dès l'hiver 1982-1983 et il est opéré d'une tumeur cancéreuse le 9 février. La préparation de la saison est évidemment compromise et les résultats enregistrés lors des premiers mois de compétition sont mauvais. Ferraro est licencié et remplacé par Pat Corrales le 31 juillet 1983.
Instructeur chez les Kansas City Royals à partir de 1984, Ferraro remplace Dick Howser quand ce dernier tombe malade. Il dirige les Royals pendant la moitié de la saison 1986.
Il termine sa carrière d'entraîneur chez les New York Yankees où il est instructeur de 1987 à 1991.
Mike Ferraro meurt le 20 juillet 2024 à Las Vegas, âgé de 79 ans.